# Francis Dichmann
Francis Dichmann (* 28. Juni 1993 in Witten) ist eine deutsche Synchronsprecherin und Sängerin.

## Wirken
Bereits ab 2010 veröffentlichte Dichmann auf YouTube unter dem Pseudonym WatermelonSuika Fan-Cover. Seit 2020 veröffentlicht sie unter dem Namen PeachyFranny sowohl Cover als auch Original-Songs auf YouTube, Bilibili sowie anderen Streaming-Plattformen wie Spotify. Besondere Bekanntheit erreichte sie dabei mit ihren Cover und Fansongs zu miHoYo-Titeln wie Genshin Impact.
Seit 2020 ist sie vermehrt als Synchronsprecherin aktiv und insbesondere in Anime zu hören.
Sie streamt gelegentlich als V-Tuber auf der Streaming-Plattform Twitch unter dem Namen PeachyFranny.
Für einige Serien sowie Filme waren sie ebenfalls als Dialogbuchautorin aktiv.

## Synchronisation (Auswahl)

### Serien
- 2025: The Unaware Atelier Meister als Bandana (Mayu Yoshioka)
- 2025: My Hero Academia: Vigilantes als Kazuho Haneyama / Pop☆Step (Ikumi Hasegawa)
- 2025: Blue Exorcist: The Blue Night Saga als Iblis (Yuko Hara)
- 2024: Unnamed Memory als Lucrezia (Ayako Kawasumi)
- 2024: I'll Become a Villainess Who Goes Down in History als Liz Cather (Manaka Iwami)
- 2024: Gushing over Magical Girls als Matama Akoya / Loco Musica (Yūka Aisaka)
- 2023: Yohane the Parhelion: Sunshine in the Mirror als Chika (Anju Inami)
- 2023: Oshi no Ko: Mein*Star als Kotobuki Minami (Hina Yōmiya)
- 2023: Kizuna no Allele als Miracle (Ayumi Hinohara)
- 2023: A Certain Scientific Railgun als Misaki Shokuhō (Azumi Asakura)
- 2022: Management of a Novice Alchemist als Kate Starven (Nanaka Suwa)
- 2022: Der kleine Nick und die Ferien als Marie-Hedwig (Emmylou Homs)
- 2022: The Eminence in Shadow als Nu (Maaya Uchida)
- 2022: Nana als Misato Uehara (Mika Kanai)
- 2022: Lucky Star als Ayano Minegishi (Mai Aizawa)
- 2021: Shojo-Mangaka Nozaki-kun als Mamiko (Marie Miyake)
- 2020: My Teen Romantic Comedy: SNAFU als Chika Nakamachi (Saki Fujita)
- 2020: Jujutsu Kaisen als Yūko Ozawa (Aimi Terakawa)
- 2020: Gamers! als Chiaki Hoshinomori (Manaka Iwami)

### Filme
- 2024: Girls und Panzer: Das Finale - Teil 4 als Flint (Madoka Yonezawa)
- 2021: Girls und Panzer: Das Finale - Teil 3 als Flint (Madoka Yonezawa)
- 2019: Girls und Panzer: Das Finale - Teil 2 als Flint (Madoka Yonezawa)
- 2017: Girls und Panzer: Das Finale - Teil 1 als Flint (Madoka Yonezawa)

## Dialogbuch
- 2023: Insomniacs After School
- 2022: Anime Supremacy!
- 2022: Phantom of the Idol